# Feldmaršal (Wehrmacht)
Feldmaršal (izvirno nemško Generalfeldmarschall; dobesedno Generalfeldmaršal; kratica: GFM) je bil generalski čin v nemškem Heeru (kopenski vojski) in Luftwaffe (vojnemu letalstvu). Čin je bil ustanovljen leta 1936.
Nižji čin je bil generalpolkovnik. V drugi veji Wehrmachta (Kriegsmarine) mu je ustrezal čin velikega admirala, medtem ko mu je v Waffen-SS ustrezal čin SS-Reichsführerja.

## Oznaka čina

### Heer
Oznaka čina  je bila sledeča:
- naovratna oznaka čina (t. i. Litzen) je bila enaka za vse častnike in sicer stiliziran hrastov list z dvema paroma listnih žil na rdeči podlagi;
- naramenska oznaka čina je bila sestavljena iz štirih prepletenih (zlatih in belih) vrvic, ki so bile pritrjene na rdečo podlago;
- narokavna oznaka čina (na zgornjem delu rokava) za maskirno uniformo je bila sestavljena iz ene zlate črte in enega para stiliziranih hrastovih listov na črni podlagi.

Galerija
- Naovratna oznaka čina
- Naramenska oznaka čina
- Narokavna oznaka čina

### Luftwaffe
Oznaka čina  je bila sledeča:
- naovratna oznaka čina je bila sestavljena iz: velikega zlatega hrastovega venca, znotraj katerega se je nahajala nacionalna oznaka Luftwaffe, pri čemer je bila oznaka obrobljena z zlato vrvico;
- naramenska oznaka čina je bila sestavljena iz štirih prepletenih (zlatih in belih) vrvic in para prekrižanih maršalskih batonov, ki so bile pritrjene na rdečo podlago;
- narokavna oznaka čina (na zgornjem delu rokava) za bojno uniformo je bil z velikim zlatim hrastovim vencem obrožena nacionalna oznaka Luftwaffe na modri podlagi.

## Seznam feldmaršalov
1. 20. april 1936 – Werner von Blomberg (1878–1946)
2. 4. februar 1938 – Hermann Göring (1893–1946)
3. 1. april 1939 – Erich Raeder  (1876–1960)
4. 19. julij 1940 – Walther von Brauchitsch (1881–1948)
5. 19. julij 1940 – Albert Kesselring (1885–1960)
6. 19. julij 1940 – Wilhelm Keitel (1882–1946)
7. 19. julij 1940 – Günther von Kluge (1882–1944)
8. 19. julij 1940 – Wilhelm Ritter von Leeb (1876–1956)
9. 19. julij 1940 – Fedor von Bock (1880–1945)
10. 19. julij 1940 – Wilhelm List (1880–1971)
11. 19. julij 1940 – Erwin von Witzleben (1881–1944)
12. 19. julij 1940 – Walter von Reichenau (1884–1942)
13. 19. julij 1940 – Erhard Milch (1892–1972)
14. 19. julij 1940 – Hugo Sperrle (1885–1953)
15. 19. julij 1940 – Gerd von Rundstedt (1875–1953)
16. 31. oktober 1940 – Eduard Freiherr von Böhm-Ermolli (1856–1941)
17. 22. junij 1942 – Erwin Rommel, „der Wüstenfuchs“ (1891–1944)
18. 30. junij 1942 – Georg von Küchler (1881–1968)
19. 30. junij 1942 – Erich von Manstein (1887–1973)
20. 29. januar 1943 – Friedrich Paulus (1890–1957)
21. 1. februar 1943 – Ewald von Kleist (1881–1954)
22. 1. februar 1943 – Maximilian Reichsfreiherr von Weichs (1881–1954)
23. 1. februar 1943 – Ernst Busch (1885–1945)
24. 16. februar 1943 – Wolfram Freiherr von Richthofen (1895–1945)
25. 1. marec 1944 – Walter Model (1891–1945)
26. 5. april 1945 – Ferdinand Schörner (1892–1973)
27. 25. april 1945 – Robert Ritter von Greim (1892–1945)

Galerija
- Naovratna oznaka čina
- Osnovna naramenska oznaka čina
- Narokavna oznaka čina